# Мариу Фернандис
Мариу Фернандис е бразилски и руски футболист, защитник. Може да играе както отдясно на отбраната, така и в центъра. Има 33 мача и 5 гола за националния отбор на Русия.

## Клубна кариера
Кариерата му стартира през март 2009 г., когато подписва първия си професионален договор с тима на Гремио. Дебютира на 28 юни срещу Спорт Ресифе. През първия си сезон изиграва 19 мача. Сезон 2010 започва добре за него, но травма го вади от строя за няколко месеца. На следващия сезон Фернандес вече играе като десен бек и записва 7 асистенции. През септември 2011 г. е повикан в националния отбор на Бразилия, но остава целият мач на скамейката. През декември 2011 ЦСКА Москва предлага 10 млн. за защитника, но офертата е отказана. През април 2012 Фернандес преминава при „армейците“ за 6 млн. евро, като отборът доплаща 10 млн. през август. Първият мач на Марио с ЦСКА е контролата с ФК Уфа, завършила 2:2.
Официалния си дебют за „армейците“ прави срещу ФК Ростов, като е избран за играч на мача в анкета на сайта на клуба. Бразилецът става неизменен титуляр за ЦСКА. На полусезона сменя номера си и взима номер 2. В състава на ЦСКА Фернандес става шампион на страната и носител на националната купа. Поради контузия пропуска първата част на сезон 2013/14. Завръща се в игра в дербито със Спартак в 17-и кръг от първенството. През 2014 г. отново печели титлата на Русия.
На 14 октомври 2014 г. дебютира за националния отбор на Бразилия в контрола срещу Япония. В началото на сезон 2015/16, в третия кръг на Премиер лигата, Фернандес вкарва първия си гол за ЦСКА в шампионата, поразявайки вратата на Анжи.
На 13 юли 2016 г. получава руско гражданство.
През сезон 2016/17 при Виктор Гончаренко Фернандес е преквалифициран в десен халф-бек. С подмладяването на състава на „армейците“ Марио започва да изпълнява по-офанзивни функции и често се включва в атаките. През 2018 г. печели Суперкупата на Русия с „армейците“. Въпреки непостоянството в изявите на ЦСКА десният защитник остава един от най-качествените играчи на своя пост и за 10 сезона записва общо 326 мача и 10 гола във всички турнири.
През май 2022 г. обявява, че временно прекратява кариерата си поради натрупана умора и за да обърне внимание на семейството си. През декември същата година възобновява кариерата си, като преминава под наем в Интернасионал.

## Национален отбор
На 14 октомври 2014 г. изиграва единствения си мач за националния отбор на Бразилия, влизайки като резерва срещу Япония.
Дебютира за националния отбор на Русия на 3 септември 2017 г. в контрола с Динамо (Москва), като в 58-а минута отбелязва гол. През 2017 г. изиграва още 3 срещи за „Сборная“. На Мондиал 2018 играе във всички срещи на Русия, като е основен принос за достигането на 1/4-финал. В 1/4-финалния двубой с Хърватия вкарва първия си гол в официален мач за „Сборная“, като в продълженията на срещата изравнява резултата. При изпълнението на дузпи обаче Фернандес пропуска своя удар и Русия отпада от турнира.
След Мондиала продължава да играе за „Сборная“, като е част от състава в Лигата на нациите 2020/21. Освен това е в състава за Евро 2020, като играе и в трите срещи от груповата фаза. Русия обаче отпада в груповата фаза, като побеждава Финландия, но губи от Белгия и Дания.
През септември 2021 г. слага край на кариерата си в националния отбор.

## Успехи

### Клубни
- Шампион на Рио Гранде до Сул – 2010
- Купа Роча – 2011
- Шампион на Русия – 2012/13, 2013/14, 2015/16
- Купа на Русия – 2012/13
- Суперкупа на Русия – 2014, 2018

### Индивидуални
- Отбор на годината в Бразилейро – 2011
- В списък „33 най-добри футболисти в РФПЛ“ – №1 (2013/2014, 2014/2015), №2 (2012/13, 2015/16)